# Lobmingtal
Lobmingtal – gmina w Austrii, w kraju związkowym Styria, w powiecie Murtal. Liczy 1805 mieszkańców (1 stycznia 2015).
Gmina powstała w 2015 roku z połączenia gmin Großlobming i Kleinlobming. Po połączeniu nowa gmina nosiła nazwę Großlobming, jednak na początku 2016 roku została przemianowana na Lobmingtal.